# Bathymasteridae
Famille
Les Bathymasteridae forment une famille de poissons de l'ordre des Perciformes. Ils sont présents dans l'océan Arctique et l'océan Pacifique nord.

## Liste des genres
- Bathymaster Cope, 1873
- Rathbunella Jordan and Evermann, 1896
- Ronquilus Jordan and Starks, 1895